# Highlander: The Series
Highlander: The Series (em Portugal: Os Imortais) foi uma produção franco-canadense (filmada em Vancouver e Paris), baseada no filme Highlander e estrelada pelo ator inglês Adrian Paul, interpretando o imortal Duncan MacLeod. 
Duncan é parente de Connor MacLeod, o protagonista do filme de 1986. Ele é encontrado e treinado por Connor após ter sido expulso de sua aldeia na Escócia, numa história muito semelhante à do próprio Connor: ambos foram acusados de feitiçaria após terem sido mortos em campo de batalha e ressuscitado.
Um dos papéis que mais ganharam destaque nesta série foi o do imortal Methos, interpretado por Peter Wingfield. Introduziu-se também uma seita - os Watchers - que vigia os imortais desde seus primórdios, sem o conhecimento destes.
A série se estendeu de 1992 a 1998 e gerou um spin-off - Highlander: The Raven, com Elizabeth Gracen no papel principal, a imortal Amanda. O filme Highlander: Endgame pode ser considerado uma continuaçâo da série; já  Highlander: The Source não é fiel nem a série nem ao primeiro filme — na verdade, foge totalmente de todo o universo Highlander.
Em Portugal, a série estreou em Maio de 1996 na SIC, que a passou aos fins de semana. A 13 de Outubro de 2020, a série começou a ser exibida na RTP Memória às 21h durante os dias de semana, acabando no dia 26 de Março do ano seguinte. A 16 de Julho de 2021 a RTP Memória volta a transmitir a série de início, desta vez às 20h durante os dias de semana.